# Straßenradsport-Europameisterschaften 2021

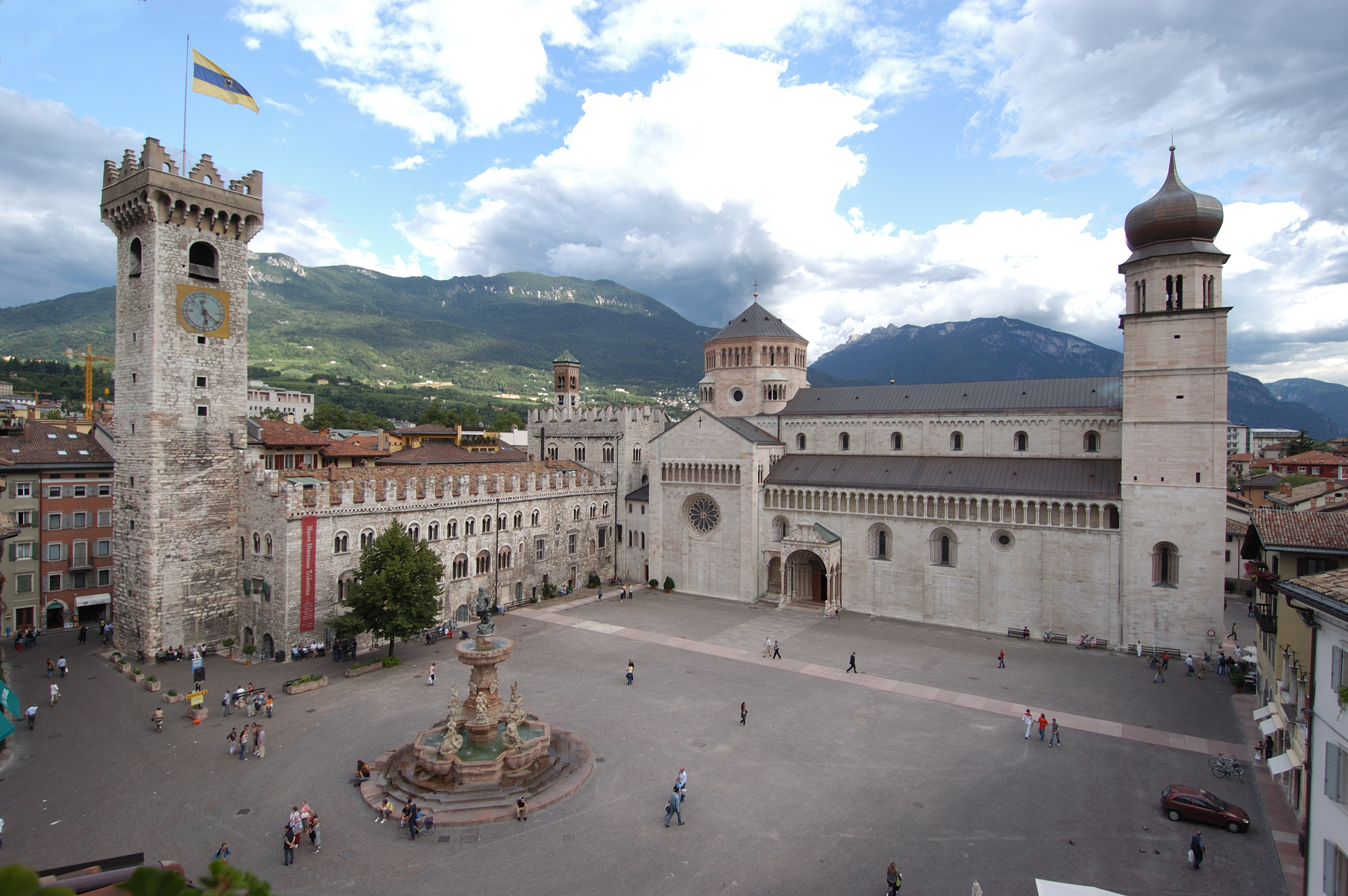
Start und Ziel der Straßenrennen: Der Domplatz von Trient

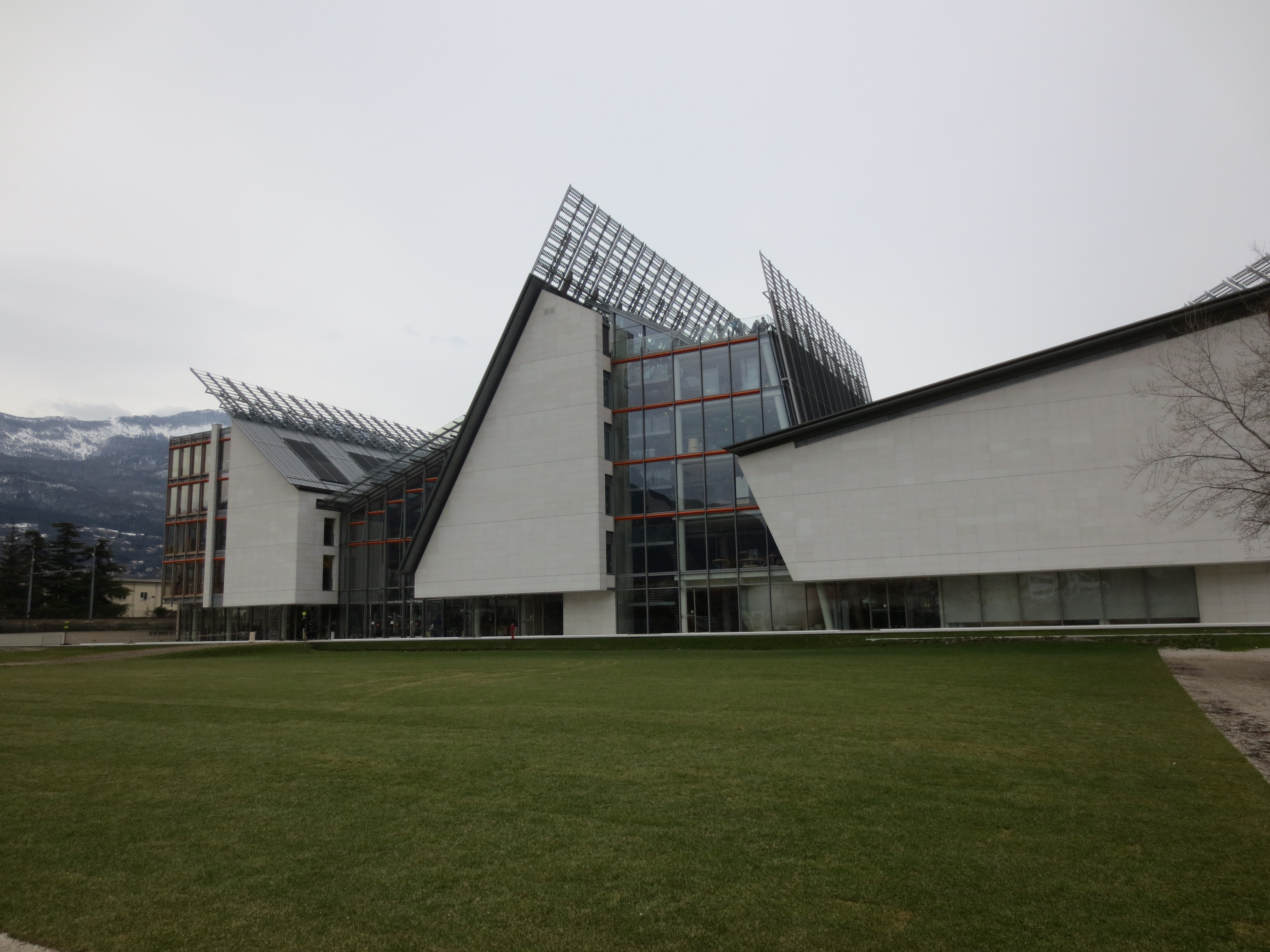
Die Einzelzeitfahren werden vor dem Museo delle Scienze di Trento gestartet

Die Straßenradsport-Europameisterschaften 2021 (2021 UEC Road European Championships) fanden vom 8. bis 12. September 2021 in der italienischen Stadt Trient statt.
Ursprünglich sollten diese Europameisterschaften bereits im Jahr 2020 ausgetragen werden. Im Mai 2020 wurde von der UEC jedoch bekannt gegeben, dass die Veranstaltung wegen der COVID-19-Pandemie in Italien für 2020 abgesagt und nach 2021 am selben Austragungsort verschoben wird. Stattdessen fanden die UEC-Straßen-Europameisterschaften 2020 im französischen Plouay statt.
Start und Ziel der Straßenrennen befanden sich am Domplatz von Trient. Dabei handelte es sich um eine Strecke von rund 70 Kilometern mit einigen Anstiegen, wie etwa dem Passo Son Udalrico und dem Monte Bondone, dem angeschlossen folgten mehrere Runden. Die Einzelzeitfahren starteten vor dem Museo delle Scienze di Trento (MUSE), einem 2013 eröffneten Museum, das von Renzo Piano geplant wurde.
Es waren rund 1000 Sportlerinnen und Sportler aus 39 Ländern gemeldet, die 13 verschiedene Rennen bestritten.

## Zeitplan
| Datum                    | Zeit (MEZ) | Wettkampf                       | Distanz (km) | Europameister 2020      | Europameister 2021    |
| ------------------------ | ---------- | ------------------------------- | ------------ | ----------------------- | --------------------- |
| Mittwoch, 8. September   | 09:15      | Juniorinnen – Einzelzeitfahren  | 22,4         | Elise Uijen             | Aljona Iwantschenko   |
| Mittwoch, 8. September   | 10:45      | Junioren – Einzelzeitfahren     | 22,4         | Mathias Vacek           | Alec Segaert          |
| Mittwoch, 8. September   | 14:30      | Mixed-Staffel                   | 44,8         | Deutschland             | Italien               |
| Donnerstag, 9. September | 09:15      | Frauen U23 – Einzelzeitfahren   | 22,4         | Hannah Ludwig           | Vittoria Guazzini     |
| Donnerstag, 9. September | 10:45      | Frauen Elite – Einzelzeitfahren | 22,4         | Anna van der Breggen    | Marlen Reusser        |
| Donnerstag, 9. September | 14:15      | Männer U23 – Einzelzeitfahren   | 22,4         | Andreas Leknessund      | Johan Price-Pejtersen |
| Donnerstag, 9. September | 16:00      | Männer Elite – Einzelzeitfahren | 22,4         | Stefan Küng             | Stefan Küng           |
| Freitag, 10. September   | 09:15      | Junioren – Straßenrennen        | 107,2        | Kasper Andersen         | Romain Grégoire       |
| Freitag, 10. September   | 13:50      | Juniorinnen – Straßenrennen     | 67,6         | Eleonora Gasparrini     | Linda Riedmann        |
| Freitag, 10. September   | 16:30      | Frauen U23 – Straßenrennen      | 80,8         | Elisa Balsamo           | Silvia Zanardi        |
| Samstag, 11. September   | 09:00      | Männer U23 – Straßenrennen      | 133,6        | Jonas Iversby Hvideberg | Thibau Nys            |
| Samstag, 11. September   | 14:15      | Frauen Elite – Straßenrennen    | 107,2        | Annemiek van Vleuten    | Ellen van Dijk        |
| Sonntag, 12. September   | 12:30      | Männer Elite – Straßenrennen    | 179,2        | Giacomo Nizzolo         | Sonny Colbrelli       |

## Resultate

### Frauen Elite

#### Straßenrennen
| Platz | Sportlerin           | Land | Zeit (h) |
| ----- | -------------------- | ---- | -------- |
| 1     | Ellen van Dijk       | NED  | 2:50:35  |
| 2     | Liane Lippert        | GER  | + 1:18   |
| 3     | Rasa Leleivytė       | LTU  | gl. Zeit |
| 4     | Katarzyna Niewiadoma | POL  | gl. Zeit |
| 5     | Demi Vollering       | NED  | gl. Zeit |
| 6     | Marta Cavalli        | ITA  | gl. Zeit |
| 7     | Marlen Reusser       | SUI  | gl. Zeit |
| 8     | Alena Amjaljussik    | BLR  | gl. Zeit |
| 9     | Annemiek van Vleuten | NED  | + 1:21   |
| 10    | Elisa Balsamo        | ITA  | + 2:29   |
|       |                      | …    |          |
| 11    | Lisa Brennauer       | GER  | gl. Zeit |
| 15    | Elise Chabbey        | SUI  | gl. Zeit |
| 20    | Kathrin Hammes       | GER  | gl. Zeit |
| 30    | Corinna Lechner      | GER  | + 6:32   |

Streckenlänge: 107,2 Kilometer.

102 Fahrerinnen gingen an den Start, von denen 32 das Ziel erreichten. Die deutschen Fahrerinnen Tanja Erath, Romy Kasper, Lisa Klein und Trixi Worrack, die Österreicherinnen Sarah Rijkes, Christina Schweinberger und Angelika Tazreiter sowie die Schweizerin Caroline Baur gaben das Rennen auf.
Die spätere Europameisterin Ellen van Dijk setzte sich rund 55 Kilometer vor dem Ziel gemeinsam mit der Italienerin Soraya Paladin, der Französin Aude Biannic und der Deutschen Romy Kasper ab. Das Feld lag zwischenzeitlich rund 30 Sekunden hinter der Spitze, aber als Biannic und Kasper abreißen lassen mussten, führten die Niederländerinnen im Feld nicht nach, und der Vorsprung von van Dijk und Paladin wuchs wieder an. Van Dijk schüttelte schließlich auch die Italienerin ab. Die Deutsche Liane Lippert verkleinerte in der vorletzten Runde mit einer starken Attacke die Verfolgergruppe, und im letzten Anstieg setzte sie eine Attacke. Nur die Polin Katarzyna Niewiadoma konnte mitgehen. Lippert gewann den Sprint der Verfolgerinnen, vor der Litauerin Rasa Leleivytė, Niewiedoma wurde Vierte.

#### Einzelzeitfahren

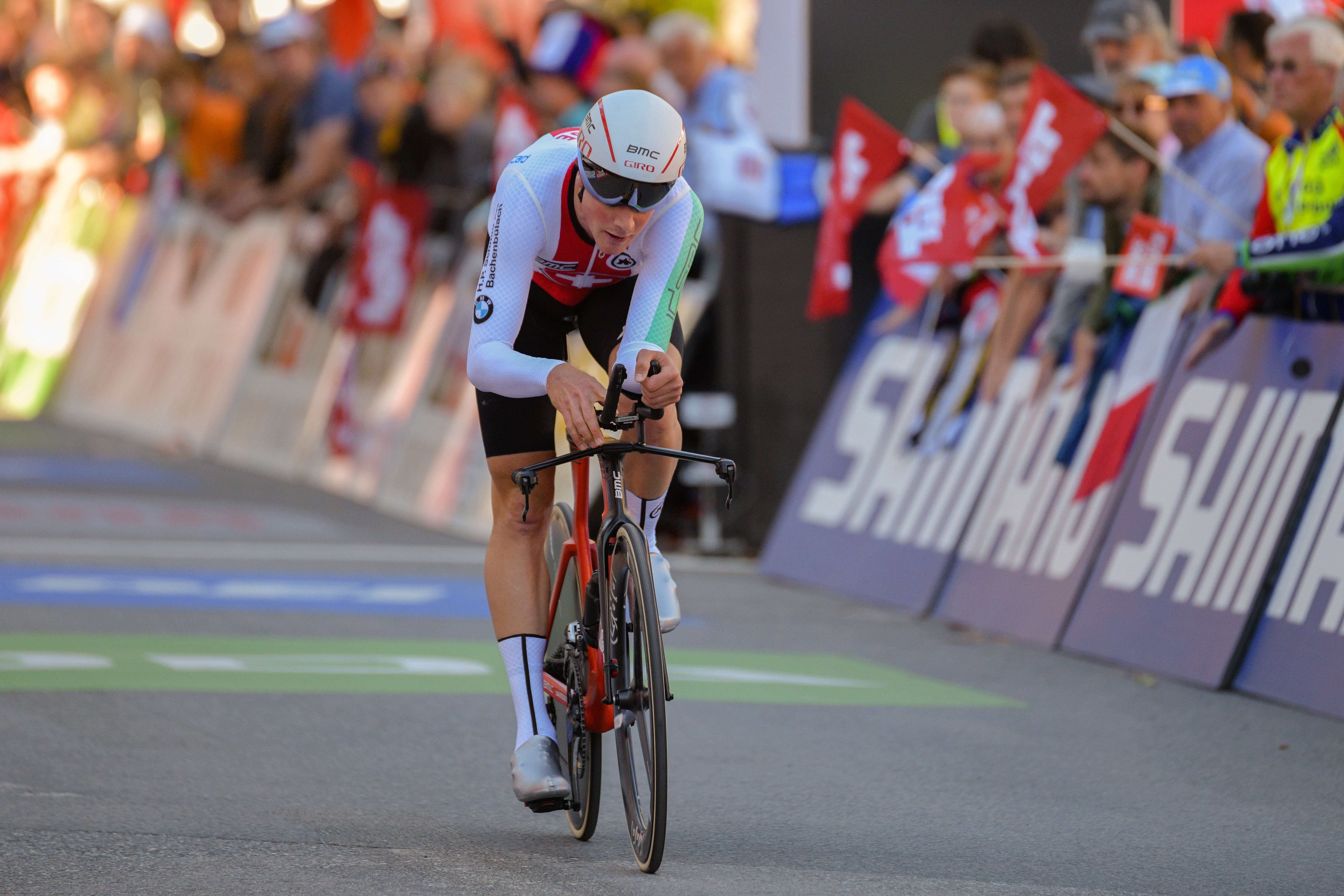
Stefan Küng (hier bei der WM 2018) wurde erneut Europameister im Einzelzeitfahren

| Platz | Athletin                 | Land | Zeit (min)            | Abstand (min) |
| ----- | ------------------------ | ---- | --------------------- | ------------- |
| 1     | Marlen Reusser           | SUI  | 27:12,95 (49,38 km/h) |               |
| 2     | Ellen van Dijk           | NED  | 27:32,26              | + 19,31       |
| 3     | Lisa Brennauer           | GER  | 28:15,22              | + 1:02,27     |
| 4     | Lisa Klein               | GER  | 28:35,03              | + 1:22,08     |
| 5     | Riejanne Markus          | NED  | 28:56,13              | + 1:43,18     |
| 6     | Walerija Kononenko       | UKR  | 29:04,75              | + 1:51,80     |
| 7     | Anna Kiesenhofer         | AUT  | 29:21,82              | + 1:59,64     |
| 8     | Vittoria Bussi           | ITA  | 29:21,82              | + 2:08,87     |
| 9     | Sara Van de Vel          | BEL  | 29:25,99              | + 2:13,04     |
| 10    | Emma Norsgaard Jørgensen | DEN  | 29:38,34              | + 2:25,39     |
| …     |                          |      |                       |               |
| 20    | Elise Chabbey            | SUI  | 30:02,74              | + 2:49,79     |
| 24    | Gabriela Erharter        | AUT  | 30:30,76              | + 3:17,81     |
| 24    | Claire Faber             | LUX  | 31:00,79              | + 3:47,84     |

Streckenlänge: 22,4 Kilometer

Es starteten 33 Fahrerinnen.

### Männer Elite

#### Straßenrennen
| Platz | Athlet                | Land | Zeit (h)              |
| ----- | --------------------- | ---- | --------------------- |
| 1     | Sonny Colbrelli       | ITA  | 4:19:45 (41,393 km/h) |
| 2     | Remco Evenepoel       | BEL  | gl. Zeit              |
| 3     | Benoît Cosnefroy      | FRA  | + 1:30                |
| 4     | Matteo Trentin        | ITA  | + 1:44                |
| 5     | Tadej Pogačar         | SLO  | gl. Zeit              |
| 6     | Marc Hirschi          | SUI  | gl. Zeit              |
| 7     | Markus Hoelgaard      | NOR  | gl. Zeit              |
| 8     | Ben Hermans           | BEL  | + 1:46                |
| 9     | Pawel Siwakow         | RUS  | + 1:49                |
| 10    | Victor Campenaerts    | BEL  | + 5:41                |
| …     |                       |      |                       |
| 16    | Simon Geschke         | GER  | + 6:00                |
| 24    | Matteo Badilatti      | SUI  | gl. Zeit              |
| 27    | Sébastien Reichenbach | AUT  | + 9:13                |

Streckenlänge: 179,2 Kilometer

Es gingen 150 Fahrer an den Start, von denen 113 das Rennen aufgaben, darunter die Deutschen Miguel Heidemann, Florian Lipowitz, Jonas Rapp, Jonas Rutsch, Immanuel Stark, Jannik Steimle und Georg Steinhauser, der Österreicher Felix Gall, Marco Haller und Hermann Pernsteiner, die Schweizer Fabian Lienhard, Gino Mäder, Simon Pellaud, Roland Thalmann und Yannis Voisard sowie die Luxemburger Kevin Geniets, Michel Ries, Luc Wirtgen, Jan Petelin,

#### Einzelzeitfahren
| Platz | Athlet           | Land | Zeit (min)            | Abstand (min) |
| ----- | ---------------- | ---- | --------------------- | ------------- |
| 1     | Stefan Küng      | SUI  | 24:29,85 (54,86 km/h) |               |
| 2     | Filippo Ganna    | ITA  | 24:37,55              | + 7,70        |
| 3     | Remco Evenepoel  | BEL  | 24:44,41              | + 14,56       |
| 4     | Stefan Bissegger | SUI  | 24:52,97              | + 23,11       |
| 5     | Max Walscheid    | GER  | 25:07,92              | + 38,07       |
| 6     | Edoardo Affini   | ITA  | 25:08,23              | + 38,38       |
| 7     | Kasper Asgreen   | DEN  | 25:21,06              | + 51,21       |
| 8     | Maciej Bodnar    | POL  | 25:33,86              | + 1:04,01     |
| 9     | Rémi Cavagna     | FRA  | 25:35,54              | + 1:05,69     |
| 10    | João Almeida     | POR  | 25:46,07              | + 1:16,22     |
| …     |                  |      |                       |               |
| 16    | Miguel Heidemann | GER  | 26:07,60              | + 1:37,75     |
| 20    | Felix Ritzinger  | AUT  | 26:41,99              | + 2:12,14     |
| 34    | Michel Ries      | LUX  | 27:38,73              | + 3:08,88     |

Streckenlänge: 22,4 Kilometer

Es gingen 39 Fahrer an den Start.

### Männer / Frauen Elite Mixed-Staffel
| Platz | Land        | Mannschaft | Fahrer                                            | Zeit (min) | Mannschaft | Fahrerinnen                                       | Zeit (min) | Gesamtzeit (min)      | Abstand (min) |
| ----- | ----------- | ---------- | ------------------------------------------------- | ---------- | ---------- | ------------------------------------------------- | ---------- | --------------------- | ------------- |
| 1     | Italien     | Männer     | Matteo Sobrero Filippo Ganna Alessandro De Marchi | 24:10,64   | Frauen     | Elena Cecchini Marta Cavalli Elisa Longo Borghini | 27:44,77   | 51:59,01 (51,71 km/h) |               |
| 2     | Deutschland | Männer     | Miguel Heidemann Justin Wolf Max Walscheid        | 24:37,16   | Frauen     | Corinna Lechner Mieke Kröger Tanja Erath          | 27:38,88   | 52:25,28 (51,36 km/h) | + 0:21        |
| 3     | Niederlande | Männer     | Koen Bouwman Jos van Emden Bauke Mollema          | 24:37,49   | Frauen     | Floortje Mackaij Amy Pieters Demi Vollering       | 27:44,22   | 53:27,52 (51,28 km/h) | + 0:27        |

Streckenlänge: 44,8 Kilometer.

Es gingen acht Mannschaften an den Start.

### Frauen U23
| Straßenrennen (80,8 km) |                 |      |                       |
| Platz                   | Sportlerin      | Land | Zeit (h)              |
|                         | Silvia Zanardi  | ITA  | 2:11:15 (36,933 km/h) |
|                         | Kata Blanka Vas | HUN  | + 0:02                |
|                         | Évita Muzic     | FRA  | gl. Zeit              |

| Einzelzeitfahren (22,4 km) |                   |      |                       |
| Platz                      | Sportlerin        | Land | Zeit (min)            |
|                            | Vittoria Guazzini | ITA  | 29:02,08 (46,29 km/h) |
|                            | Hannah Ludwig     | GER  | + 38,88               |
|                            | Elena Pirrone     | ITA  | + 45,84               |

### Männer U23
| Straßenrennen (136,5 km) |                   |      |                       |
| Platz                    | Sportler          | Land | Zeit (h)              |
|                          | Thibau Nys        | BEL  | 3:06:57 (42,875 km/h) |
|                          | Filippo Baroncini | ITA  | gl. Zeit              |
|                          | Juan Ayuso        | ESP  | gl. Zeit              |

| Einzelzeitfahren (22,4 km) |                       |      |                       |
| Platz                      | Sportler              | Land | Zeit (min)            |
|                            | Johan Price-Pejtersen | DEN  | 25:35,29 (52,52 km/h) |
|                            | Søren Wærenskjold     | NOR  | + 33,68               |
|                            | Daan Hoole            | NED  | + 34,47               |

### Juniorinnen
| Straßenrennen (67,7 km) |                   |      |                       |
| Platz                   | Sportlerin        | Land | Zeit (h)              |
|                         | Linda Riedmann    | GER  | 1:53:09 (35,841 km/h) |
|                         | Eleonora Ciabocco | ITA  | gl. Zeit              |
|                         | Églantine Rayer   | BEL  | + 0:02                |

| Einzelzeitfahren (22,4 km) |                     |      |                       |
| Platz                      | Sportlerin          | Land | Zeit (min)            |
|                            | Aljona Iwantschenko | RUS  | 29:11,82 (46,03 km/h) |
|                            | Antonia Niedermaier | GER  | + 31,78               |
|                            | Elise Uijen         | NLD  | + 53,52               |

### Junioren
| Straßenrennen (107,2 km) |                    |      |                       |
| Platz                    | Sportler           | Land | Zeit (h)              |
|                          | Romain Grégoire    | FRA  | 2:35:42 (41,308 km/h) |
|                          | Per Strand Hagenes | NOR  | gl. Zeit              |
|                          | Lenny Martinez     | FRA  | gl. Zeit              |

| Einzelzeitfahren (22,4 km) |                   |      |                       |
| Platz                      | Sportler          | Land | Zeit (min)            |
|                            | Alec Segaert      | BEL  | 26:26,61 (50,83 km/h) |
|                            | Cian Uijtdebroeks | BEL  | + 5,09                |
|                            | Eddy Le Huitouze  | FRA  | + 40,37               |

## Medaillenspiegel
(Stand 11. September)
| Rang  | Land        | Gold | Silber | Bronze | Gesamt |
| ----- | ----------- | ---- | ------ | ------ | ------ |
| 1     | Italien     | 4    | 3      | 1      | 8      |
| 2     | Belgien     | 2    | 2      | 1      | 5      |
| 3     | Schweiz     | 2    | –      | –      | 2      |
| 4     | Deutschland | 1    | 4      | 1      | 6      |
| 5     | Niederlande | 1    | 1      | 3      | 5      |
| 6     | Frankreich  | 1    | –      | 5      | 6      |
| 7     | Dänemark    | 1    | –      | –      | 1      |
| 7     | Russland    | 1    | –      | –      | 1      |
| 9     | Norwegen    | –    | 2      | –      | 2      |
| 10    | Ungarn      | –    | 1      | –      | 1      |
| 11    | Spanien     | –    | –      | 1      | 1      |
| 11    | Litauen     | –    | –      | 1      | 1      |
| Total | Total       | 13   | 13     | 13     | 39     |

## Aufgebote

### Bund Deutscher Radfahrer
- Elite Frauen: Lisa Brennauer, Tanja Erath, Kathrin Hammes, Romy Kasper, Lisa Klein, Mieke Kröger, Corinna Lechner, Liane Lippert, Trixi Worrack
- Elite Männer: Miguel Heidemann, Simon Geschke, Florian Lipowitz, Jonas Rapp, Jonas Rutsch, Immanuel Stark, Jannik Steimle, Georg Steinhauser, Max Walscheid, Justin Wolf
- U23 Frauen: Ricarda Bauernfeind, Katharina Hechler, Franziska Koch, Hannah Ludwig, Friederike Stern
- U23 Männer: Maurice Ballerstedt, Felix Engelhardt, Jakob Geßner, Kim Heiduk, Leon Heinschke, Michel Heßmann
- Juniorinnen: Selma Lantzsch, Antonia Niedermaier, Linda Riedmann
- Junioren: Cedric Abt, Matteo Groß, Emil Herzog, Moritz Kärsten, Luis Lührs, Daniel Schrag

### Swiss Cycling
- Elite Frauen: Caroline Baur, Elise Chabbey, Marlen Reusser
- Elite Männer: Matteo Badilatti, Stefan Bissegger, Marc Hirschi, Stefan Küng, Fabian Lienhard, Gino Mäder, Simon Pellaud, Sébastien Reichenbach, Roland Thalmann, Yannis Voisard
- U23 Frauen: Fabienne Buri, Lara Krähemann, Annika Liehner, Noemi Rüegg, Linda Zanetti
- U23 Männer: Alexandre Balmer, Nils Brun, Fabio Christen, Ruben Eggenberg, Felix Stehli, Valère Thiébaud
- Juniorinnen: Anaëlle Gaillard, Lorena Leu, Noëlle Rüetschi, Joline Winterberg, Fiona Zimmermann
- Junioren: Nils Aebersold, Jan Christen, Robin Donzé, Lorain Julmy, Yanis Markwalder, Tim Rey